# Akadsko Carstvo
Akadska država ili Akadsko carstvo naziv je za državu koja se od 23. stoljeću pr. Kr. razvila oko grada Akada u Mezopotamiji.
Akađani su prvobitno bili semitski nomadski narod koji se doselio u središnji dio Mezopotamije. Sargon Akađanin, vojni zapovjednik u vojsci grada Kiša osvojio je područje Sumera oko 2370. pr. Kr. Na obali Eufrata dao je sagraditi novu prijestolnicu, grad Akad, s kraljevskom palačom i hramovima posvećenim svojoj zaštitnici, božici Ištar. Njegovim daljnjim osvajanjima stvorena je Akadska država, dotad najveća država na Bliskom istoku, koja se prostirala od Perzijskog zaljeva na jugu do planinskog lanca Taurus na sjeveru, te od Zagrosa na istoku do Sredozemnog mora na zapadu.
Akađani su preuzeli dotadašnju kulturu Sumerana i klinasto pismo, ali glavni govorni jezik južne Mezopotamije postao je akadski koji, za razliku od sumerskog, pripada skupini semitskih jezika. Carstvo pokazuje odlike bilingualnost, gdje je stariji, sumerski jezik, lagano potiskivan u domenu "svetog jezika" i svetih knjiga, a kojeg je u svakodnevnom životu zamijenio akadski.
Najpoznatiji vladar Akadske države bio je Sargon Akađanin (2334. pr. Kr. - 2279. pr. Kr.). Nije se brinuo samo za politički i teritorijalni procvat države nego je razvijao poljoprivredu, trgovinu itd. Nakon razdoblja vladanja njegovih nasljednika, slijedi prilično nagla propast označena vlašću Gutejaca, a potom, na prelasku iz 3. u 2. tisućljeće pr. Kr., i početkom prevlasti Babilonaca i osnutkom Babilonskog carstva.
Pod razloge propasti carstva se spominju i klimatski problemi, ekološka kriza, odnosno velika suša.